# Смольков, Геннадий Яковлевич
Геннадий Яковлевич Смольков (10 апреля 1932 — 1 августа 2021) — советский и российский астрофизик, доктор технических наук (1984), профессор, главный научный сотрудник ИСЗФ СО РАН.

## Биография
Родился 10 апреля 1933 года в с. Челно-Вершины Челно-Вершинского района Куйбышевской области.
Окончил Иркутский государственный университет им. А. А. Жданова по специальности «физика» (1955).
В 1955—1957 начальник отдела радиоастрономии Иркутской комплексной магнитно-ионосферной обсерватории Иркутского областного радиоцентра.
С 1957 г. руководитель (в статусе учёного секретаря) Службы Солнца на Иркутской комплексной магнитно-ионосферной станции (ИрКМИС).
С 1961 г. работал в должностях от ученого секретаря до заместителя директора по научной работе в Сибирском институте земного магнетизма, ионосферы и распространения радиоволн (с 1992 г. Институт солнечно-земной физики СО РАН). С 1999 года главный научный сотрудник отдела радиоастрофизики.
Докторская диссертация:
- Сибирский солнечный радиотелескоп : разработка, создание, исследование активных областей и вспышек : диссертация … доктора технических наук : 01.03.03. — Иркутск, 1984. — 124 с. : ил.

Один из создателей Сибирского солнечного радиотелескопа.
Главное направление исследований — экспериментальное изучение природы плазменных и магнитогидродинамических процессов в солнечной атмосфере.
В созданной им обсерватории ИСЗФ СО РАН подготовлено 11 докторов и более 20 кандидатов наук.
Профессор ИГУ, читал курсы лекций по электронике и электродинамике СВЧ, физике солнечной короны и др. Председатель ГЭК ИрГТУ по специальности «Радиотехника».
Заслуженный деятель науки РФ (2004). Лауреат Премии Правительства РФ (1996) — за разработку и создание Сибирского солнечного радиотелескопа. Почётный работник науки и техники РФ.

## Сочинения
- Модели и системы управления комплексными экспериментальными исследованиями / М. Б. Игнатьев, В. А. Путилов, Г. Я. Смольков; отв. ред. Е. А. Пономарёв ; АН СССР, Сибирское отд-ние, Сибирский ин-т земного магнетизма ионосферы и распространения радиоволн. — Москва : Наука, 1986. — 231, [1] с. : ил.; 23 см.